# Paloma Jiménez
Karla Paloma Jiménez Denagustin (Acapulco, 22 agosto 1983) è una modella e attrice honduregna.

## Carriera
Ha partecipato a vari spot pubblicitari come Coca Cola, Pantene e Honda, ed è apparsa in varie copertine, compresa quella di gennaio 2015, dell'edizione messicana di Maxim.

### Vita privata
È legata sentimentalmente all'attore Vin Diesel, con cui ha avuto tre figli: Hania Riley (2008); Vincent (2010) e Pauline (2015), l'ultima chiamata così in onore e ricordo dell'attore e amico scomparso Paul Walker, morto in un incidente stradale nel 2013.

## Agenzie
- ID Model Management - Messico
- Look Models - Messico

## Campagne pubblicitarie
- Coca Cola
- Honda
- Pantene

## Filmografia

### Televisione
- Otro rollo con: Adal Ramones (2004) - Se stessa